# Adalberto di Savoia-Genova
Adalberto Luitpoldo Elena Giuseppe Maria di Savoia-Genova, duca di Bergamo (Torino, 19 marzo 1898 – Torino, 15 dicembre 1982), è stato un generale italiano, principe di Casa Savoia, appartenente al ramo Savoia-Genova.

## Biografia

### Infanzia
Adalberto di Savoia-Genova nacque nel 1898 a Torino, quarto figlio di Tommaso di Savoia-Genova e di Isabella di Baviera. Suo padre era nipote di Carlo Alberto di Savoia e di Giovanni di Sassonia. Sua madre era nipote di Ludovico I di Baviera e pronipote di Carlo IV di Spagna e di Francesco I delle Due Sicilie.
La coppia ebbe altri cinque figli: Ferdinando (1884-1963), Filiberto (1895-1990), Maria Bona (1896-1971), Maria Adelaide (1904-1979) ed Eugenio (1906-1996). Il 22 settembre 1904 il re Vittorio Emanuele III, suo cugino, gli conferì il titolo di duca di Bergamo.

### Carriera militare

Adalberto di Savoia-Genova nel 1937

Partecipò alla prima guerra mondiale e combatté con il suo reparto sul Montello nell'ottobre 1917 e in Vallagarina nel febbraio 1918. Successivamente la sua carriera militare si svolse fra l'Italia e l'Africa Orientale Italiana:
- 1927-1930: attendente alla scuola militare.
- 1931-1934: comandante del reggimento "Savoia Cavalleria".
- 1934: promozione a generale di brigata.
- 1934-1935: comandante della 6ª brigata di fanteria.
- 1935: promozione a vice-comandante di divisione.
- 1935-1936: vice-comandante generale della 24ª divisione di fanteria "Gran Sasso" (in Etiopia).
- 1936: promozione a generale di divisione, comandante generale della 24ª divisione di fanteria "Gran Sasso", comandante generale della 58ª divisione di fanteria "Legnano", comandante generale del terzo corpo.
- 1940: comandante generale dell'8ª Armata.
- 1941-1943: comandante generale della 7ª Armata.

Dopo l'occupazione italiana dell'Albania per Adalberto si parlò della nomina a luogotenente generale del re, in quanto aveva rappresentato Casa Savoia al matrimonio di re Zog suscitando molte simpatie fra gli albanesi, ma la cosa non ebbe alcun seguito. Guidò a Sofia la delegazione ufficiale italiana ai funerali del re Boris III di Bulgaria, morto in circostanze misteriose il 28 agosto 1943. Durante il fascismo l'OVRA raccolse un dossier, più o meno fondato, riguardante la presunta omosessualità di Adalberto.
Il duca di Bergamo, tuttavia, intrattenne una lunghissima relazione con Anita Scarzella che, però, non si concluse con il matrimonio per via dell'opposizione di Umberto II. Nonostante vivesse in anni così importanti per l'Italia, Adalberto si tenne sempre lontano dalla mondanità e dalla corte e condusse una vita abbastanza anonima, soprattutto se paragonata a quella dei cugini del ramo Savoia-Aosta. Non si sposò mai e non ebbe figli.

### Ultimi anni e morte
Dopo il mutamento istituzionale del 1946 visse per trent'anni, insieme a suo fratello maggiore Filiberto, all'Hotel Ligure di piazza Carlo Felice a Torino. Nel 1977, dopo che alcuni malviventi avevano assaltato l'albergo e trafugato il contenuto di alcune cassette di sicurezza, fra le quali la sua, il solo Adalberto si trasferì in una villetta precollinare di proprietà di Gertrud Kiefer von Raffler, vedova di Massimo Olivetti, dove morì nel 1982. È sepolto nella cripta reale della basilica di Superga, sulle alture del capoluogo piemontese.
Il principe Adalberto non godette di particolare stima se si tiene presente che Galeazzo Ciano, il 24 agosto 1939, scrisse nel diario un commento sprezzante di Vittorio Emanuele III, il quale lamentava il fatto che Mussolini avesse appositamente messo in forzata inattività militare suo figlio Umberto, escludendolo così non solo dalla possibilità di prendere decisioni, ma anche dal poter ricevere gloria militare: «Hanno il comando quei due imbecilli di Bergamo e di Pistoia, ben può averlo anche mio figlio», commento comunque isolato e tratto da una conversazione privata, perché durante tutta la sua lunga carriera militare e per tutta la sua vita fu sempre fedele al suo giuramento al Re e alla Patria.
Ai tempi del referendum del 1946, nel diario di Falcone Lucifero si trovano alcuni riferimenti poco lusinghieri nei confronti di Adalberto e di Filiberto riguardo al loro acume, non già al loro stile di vita, che fu sempre improntato al riserbo e alla semplicità.

## Ascendenza
|                                    |                       |                                       | Genitori                             |  |  | Nonni |  |  | Bisnonni                |  |  | Trisnonni                          |  |
|                                    |                       |                                       |                                      |  |  |       |  |  | Carlo Alberto di Savoia |  |  | Carlo Emanuele di Savoia-Carignano |  |
|                                    |                       |                                       |                                      |  |  |       |  |  | Carlo Alberto di Savoia |  |  | Carlo Emanuele di Savoia-Carignano |  |
|                                    |                       | Maria Cristina di Sassonia            |                                      |  |  |       |  |  | Carlo Alberto di Savoia |  |  |                                    |  |
| Ferdinando di Savoia-Genova        |                       |                                       |                                      |  |  |       |  |  | Carlo Alberto di Savoia |  |  |                                    |  |
|                                    |                       | Maria Teresa d'Asburgo-Lorena         | Ferdinando III di Toscana            |  |  |       |  |  |                         |  |  |                                    |  |
|                                    |                       | Maria Teresa d'Asburgo-Lorena         | Ferdinando III di Toscana            |  |  |       |  |  |                         |  |  |                                    |  |
|                                    |                       | Maria Teresa d'Asburgo-Lorena         | Luisa Maria Amalia di Borbone-Napoli |  |  |       |  |  |                         |  |  |                                    |  |
| Tommaso di Savoia-Genova           |                       | Maria Teresa d'Asburgo-Lorena         |                                      |  |  |       |  |  |                         |  |  |                                    |  |
|                                    |                       | Giovanni di Sassonia                  | Massimiliano di Sassonia             |  |  |       |  |  |                         |  |  |                                    |  |
|                                    |                       | Giovanni di Sassonia                  | Massimiliano di Sassonia             |  |  |       |  |  |                         |  |  |                                    |  |
|                                    |                       | Giovanni di Sassonia                  | Carolina di Borbone-Parma            |  |  |       |  |  |                         |  |  |                                    |  |
| Elisabetta di Sassonia             |                       | Giovanni di Sassonia                  |                                      |  |  |       |  |  |                         |  |  |                                    |  |
|                                    |                       | Amalia Augusta di Baviera             | Massimiliano I Giuseppe di Baviera   |  |  |       |  |  |                         |  |  |                                    |  |
|                                    |                       | Amalia Augusta di Baviera             | Massimiliano I Giuseppe di Baviera   |  |  |       |  |  |                         |  |  |                                    |  |
|                                    |                       | Amalia Augusta di Baviera             | Carolina di Baden                    |  |  |       |  |  |                         |  |  |                                    |  |
| Adalberto di Savoia-Genova         |                       | Amalia Augusta di Baviera             |                                      |  |  |       |  |  |                         |  |  |                                    |  |
|                                    | Ludovico I di Baviera | Massimiliano I Giuseppe di Baviera    |                                      |  |  |       |  |  |                         |  |  |                                    |  |
|                                    | Ludovico I di Baviera | Massimiliano I Giuseppe di Baviera    |                                      |  |  |       |  |  |                         |  |  |                                    |  |
|                                    | Ludovico I di Baviera | Augusta Guglielmina d'Assia-Darmstadt |                                      |  |  |       |  |  |                         |  |  |                                    |  |
| Adalberto di Baviera               | Ludovico I di Baviera |                                       |                                      |  |  |       |  |  |                         |  |  |                                    |  |
|                                    |                       | Teresa di Sassonia-Hildburghausen     | Federico di Sassonia-Altenburg       |  |  |       |  |  |                         |  |  |                                    |  |
|                                    |                       | Teresa di Sassonia-Hildburghausen     | Federico di Sassonia-Altenburg       |  |  |       |  |  |                         |  |  |                                    |  |
|                                    |                       | Teresa di Sassonia-Hildburghausen     | Carlotta di Meclemburgo-Strelitz     |  |  |       |  |  |                         |  |  |                                    |  |
| Isabella di Baviera                |                       | Teresa di Sassonia-Hildburghausen     |                                      |  |  |       |  |  |                         |  |  |                                    |  |
|                                    |                       | Francesco di Paola di Borbone-Spagna  | Carlo IV di Spagna                   |  |  |       |  |  |                         |  |  |                                    |  |
|                                    |                       | Francesco di Paola di Borbone-Spagna  | Carlo IV di Spagna                   |  |  |       |  |  |                         |  |  |                                    |  |
|                                    |                       | Francesco di Paola di Borbone-Spagna  | Maria Luisa di Borbone-Parma         |  |  |       |  |  |                         |  |  |                                    |  |
| Amalia Filippina di Borbone-Spagna |                       | Francesco di Paola di Borbone-Spagna  |                                      |  |  |       |  |  |                         |  |  |                                    |  |
|                                    |                       | Luisa Carlotta di Borbone-Due Sicilie | Francesco I delle Due Sicilie        |  |  |       |  |  |                         |  |  |                                    |  |
|                                    |                       | Luisa Carlotta di Borbone-Due Sicilie | Francesco I delle Due Sicilie        |  |  |       |  |  |                         |  |  |                                    |  |
|                                    |                       | Luisa Carlotta di Borbone-Due Sicilie | Maria Isabella di Borbone-Spagna     |  |  |       |  |  |                         |  |  |                                    |  |
|                                    |                       | Luisa Carlotta di Borbone-Due Sicilie |                                      |  |  |       |  |  |                         |  |  |                                    |  |

## Ascendenza patrilineare
1. Umberto I, conte di Savoia, circa 980-1047
2. Oddone, conte di Savoia, 1023-1057
3. Amedeo II, conte di Savoia, 1046-1080
4. Umberto II, conte di Savoia, 1065-1103
5. Amedeo III, conte di Savoia, 1087-1148
6. Umberto III, conte di Savoia, 1136-1189
7. Tommaso I, conte di Savoia, 1177-1233
8. Tommaso II, conte di Savoia, 1199-1259
9. Amedeo V, conte di Savoia, 1249-1323
10. Aimone, conte di Savoia, 1291-1343
11. Amedeo VI, conte di Savoia, 1334-1383
12. Amedeo VII, conte di Savoia, 1360-1391
13. Amedeo VIII, duca di Savoia, 1383-1451
14. Ludovico, duca di Savoia, 1413-1465
15. Filippo II, duca di Savoia, 1443-1497
16. Carlo II, duca di Savoia, 1486-1553
17. Emanuele Filiberto, duca di Savoia, 1528-1580
18. Carlo Emanuele I, duca di Savoia, 1562-1630
19. Tommaso Francesco, principe di Carignano, 1596-1656
20. Emanuele Filiberto, principe di Carignano, 1628-1709
21. Vittorio Amedeo I, principe di Carignano, 1690-1741
22. Luigi Vittorio, principe di Carignano, 1721-1778
23. Vittorio Amedeo II, principe di Carignano, 1743-1780
24. Carlo Emanuele, principe di Carignano, 1770-1800
25. Carlo Alberto, re di Sardegna, 1798-1849
26. Ferdinando, primo duca di Genova, 1822-1855
27. Tommaso, secondo duca di Genova, 1854-1931
28. Adalberto, duca di Bergamo, 1904-1982